# Кадилик
Кадили́к (осман. قاضيلق; тур. kadılık) — назва у країнах ісламського цивілізаційного кола (Османська імперія, Кримське ханство) адміністративно-судового округу, підпорядкованого кадію. Зазвичай об'єднував від кількох до декількох десятків сіл навколо певного міста або містечка — резиденції кадія.
За адміністративною реформою 1770-х рр., у Кримському ханстві налічувалося 42 кадиликів, поділених між 6-ма каймаканствами. Після анексії Османською імперією Буджака (1538) з Сілістрійського санджаку бейлербеїлику Румелія виділено окремий санджак Акерман, що складався з 4 кадиликів з центрами в Акермані (нині м. Білгород-Дністровський), Кілії, Бендерах (нині місто в Молдові) і Очакові (татарська назва — Джанкермен). Від кін. 16 ст. усі ці 4 кадилики увійшли до складу Очаківського ейялету.